# Majestic 12
Majestic 12 (nebo MJ-12) je domnělá organizace, která se objevuje v konspiračních teoriích UFO. Organizace má být krycím jménem údajného tajného výboru vědců, vojenských vůdců a vládních činitelů, vytvořeného v roce 1947 výkonným nařízením amerického prezidenta Harryho S. Trumana, za účelem vyzdvižení a zkoumání mimozemské kosmické lodi. Koncept vznikl v řadě údajně uniklých tajných vládních dokumentů, které mezi ufology kolovaly od roku 1984. Po přezkoumání Federální úřad pro vyšetřování (FBI) prohlásil dokumenty za „zcela falešné“ a mnoho ufologů je považuje za komplikovaný podvod. Majestic 12 zůstává populární mezi některými teoretiky spiknutí UFO a koncept se objevil v populární kultuře, včetně televize, filmu a literatury.